# セバスティアン・ヴァイグレ
セバスティアン・ヴァイグレ（Sebastian Weigle, 1961年 - ）は、ドイツの指揮者、ホルン奏者。

## 人物・来歴
1961年、ベルリン生まれ。
東ベルリンのハンス・アイスラー音楽大学でホルン、ピアノ及び指揮を学んだ後、1982年から1997年までベルリン国立（州立）歌劇場管弦楽団で15年間首席ホルン奏者を務めた。
ホルン奏者としての活動と平行して1990年には指揮者としてデビューした。1997年、同楽団の第1カペルマイスターとなった。またドレスデン、フランクフルト、ウィーン、ニューヨーク・メトロポリタン、ほか多数の歌劇場で客演した。
2003年、フランクフルト歌劇場とのリヒャルト・シュトラウス『影のない女』で年間最優秀指揮者（「Opernwelt」紙）に選ばれる。2004年から2009年までスペイン・バルセロナのリセウ大劇場の音楽総監督を務め、意欲的な公演の数々で同劇場に世界的注目を集める。2008年より2023年までフランクフルト歌劇場の音楽総監督を務める。
2007年、バイロイト音楽祭でリヒャルト・ヴァーグナー『ニュルンベルクのマイスタージンガー』を指揮した。
2013年の東京・春・音楽祭ではNHK交響楽団を指揮して同楽劇を演奏会形式にて上演した。2019年から読売日本交響楽団常任指揮者。

## 家族・親族
同じく指揮者で1953年生まれのイェルク＝ペーター・ヴァイグレの甥であり、ヴィオラのフリーデマン・ヴァイグレ（Friedemann Weigle）とは兄弟である。